# Buitenlust (natuurgebied)
Buitenlust en omgeving is een natuurgebied ten oosten van Halsteren. Het meet 133 ha en is eigendom van de Stichting Brabants Landschap.
Het gebied werd in 1987 gekocht van psychiatrisch ziekenhuis Vrederust. Het omvat delen van voormalig landgoed Buitenlust en van landgoed Klein Loo. De landgoederen stammen uit ongeveer 1850.
Het gebied ligt op het noordelijk deel van de Brabantse Wal en vooral naar het oosten toe is er een sterke afname in hoogte van het hoogste punt (De Duin, 16,7 m) naar de voormalige Herelse Heide, een landbouwgebied dat op ongeveer 4 m hoogte ligt.
In het westelijk deel lag vroeger de West-Brabantse waterlinie. Resten van Fort Pinssen, Fort Moermont en Fort De Roovere zijn daar nog zichtbaar. Deze werden verbonden door een linie, waar de naam Ligneweg nog naar verwijst. Het landgoed zélf is rijk aan afwisseling met weiden, akkers, naald- en loofbos en een parkachtig centrum. In het noorden van het gebied werd omstreeks 1900 een productiebos aangelegd, vooral om zandverstuiving tegen te gaan. Er zijn in het gebied een aantal poelen en watertjes te vinden, waarin zeven soorten amfibieën voorkomen, waaronder de vinpootsalamander en de alpenwatersalamander. Ook de vogelstand is rijk. Torenvalk, groene specht en spotvogel komen er voor, evenals een kolonie van blauwe reigers met 120 nesten.
Het beheer is er mede op gericht om de forten en de linies weer zichtbaarder te maken en deels te herstellen. Het Wasven, dat in de jaren 30 van de 20e eeuw was gedempt, werd in 2003 weer hersteld.
De A4 om Halsteren die door het gebied loopt, vlak langs Fort De Roovere, werd op 21 december 2007 geopend.

## Recreatie
Men kan het gebied via Schansbaan en Ligneweg bereiken. Het is vrij toegankelijk.